# S/2011 J 1
S/2011 J 1 е нерегулярен външен спътник на Юпитер.

## История на откритието
S/2011 J 1 е открит на 27 септември 2011 г. от Скот Шепърд с помощта на 6,5-метровия телескоп Магел – Бааде в обсерваторията Лас Кампанас. Съобщението за откритието е направено на 29 януари 2012 г.

## Орбита
S/2011 J 1 извършва пълен оборот около Юпитер на разстояние средно 20,101 млн. км за 580 дена. Орбитата има ексцентрицитет 0,296. Наклонът на орбитата към локалната плоскост на Лаплас е 162,8°, т.е. е ретроградно.

## Физически характеристики
Диаметърът на S/2011 J 1 е около 1 км. Предполага се, че външните спътници се състоят основно от силикатни скали, затова плътността му се оценява на 2,6 г/см³.